# 拉弗雷奈
拉弗雷奈（法語：La Fresnais，法語發音：[la fʁɛnɛ]）是法国伊勒-维莱讷省的一个市镇，位于该省北部，属于圣马洛区。

## 地理
拉弗雷奈（48°35'44"N, 1°50'36"W）面积14.43 平方千米，位于法国布列塔尼大區伊勒-维莱讷省，该省份为法国西北部沿海省份，位于布列塔尼半岛东部，北濒大西洋，西接阿摩尔滨海省和莫尔比昂省，南至大西洋卢瓦尔省，西南端接曼恩-卢瓦尔省，东临马耶讷省，东北与芒什省接壤。
与拉弗雷奈接壤的市镇（或旧市镇、城区）包括：圣伯努瓦德松德、拉古埃尼耶尔、伊雷勒、利勒梅尔、蒙多勒、罗朗德里约、圣吉努。

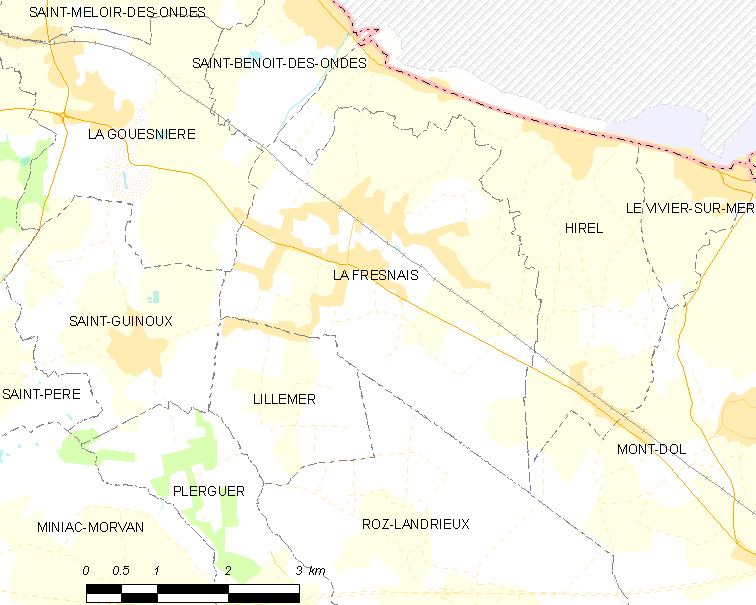
拉弗雷奈的OSM定位图

拉弗雷奈的时区为UTC+01:00、UTC+02:00（夏令时）。

## 行政
拉弗雷奈的邮政编码为35111，INSEE市镇编码为35116。

## 政治
拉弗雷奈所属的省级选区为布列塔尼地区多勒县。

## 人口

1962-2008年间拉弗雷奈人口变化图示

拉弗雷奈于2022年1月1日时的人口数量为2508人。